# Hyperprosopon
Genre
Hyperprosopon est un genre de poissons téléostéens (Teleostei) de la famille des Embiotocidae.

## Liste des espèces
Selon FishBase (4 fev. 2016) et World Register of Marine Species (4 fev. 2016) :
- Hyperprosopon anale Agassiz, 1861
- Hyperprosopon argenteum Gibbons, 1854
- Hyperprosopon ellipticum (Gibbons, 1854)